# Cane da compagnia

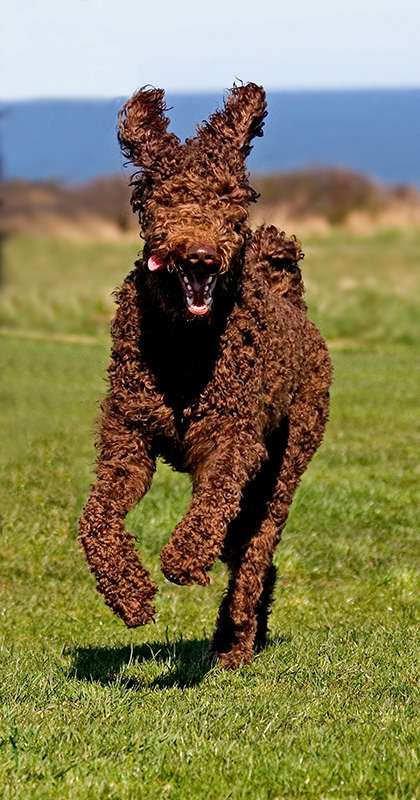
Barbone

Un cane da compagnia è un cane, solitamente di piccola taglia, che viene tenuto in casa per averne una compagnia.

## Le origini
È probabile che i primi cani, allora del tutto selvatici, si avvicinassero agli accampamenti umani per dare la caccia a topi e altri piccoli animali, oltre che per nutrirsi degli avanzi delle prede dei cacciatori.  È poi altrettanto probabile che gli uomini cominciassero a servirsi del fiuto assai sviluppato del cane per cacciare prede comuni cosicché, rendendosi utili a vicenda, uomini e cani in un certo senso ebbero un'evoluzione parallela.
La continua convivenza con l'uomo ha trasformato il cane da compagno indispensabile per la caccia in un cane da compagnia.
Alcuni cani, come quelli di razza tibetana o cinese, hanno invece vissuto fin dalle origini accanto agli imperatori e ad altri personaggi di alto rango, che li consideravano doni degli dèi o loro accompagnatori.

## Classificazione dei cani
Secondo la classificazione effettuata dalla Fédération Cynologique Internationale (F.C.I.) le razze canine si suddividono in 10 gruppi e i cani da compagnia appartengono al 9º gruppo che a sua volta comprende 12 sezioni:
- Bichons e affini
- Barboni
- Cani belgi di piccola taglia
- Cani nudi
- Cani del Tibet
- Chihuahua
- Spaniel inglesi da compagnia
- Epagneul giapponesi e pechinesi
- Spaniel nani continentali, Russian Toy e pražský krysařík
- Kromfohrländer
- Molossoidi di piccola taglia